# Josef Zenzmaier

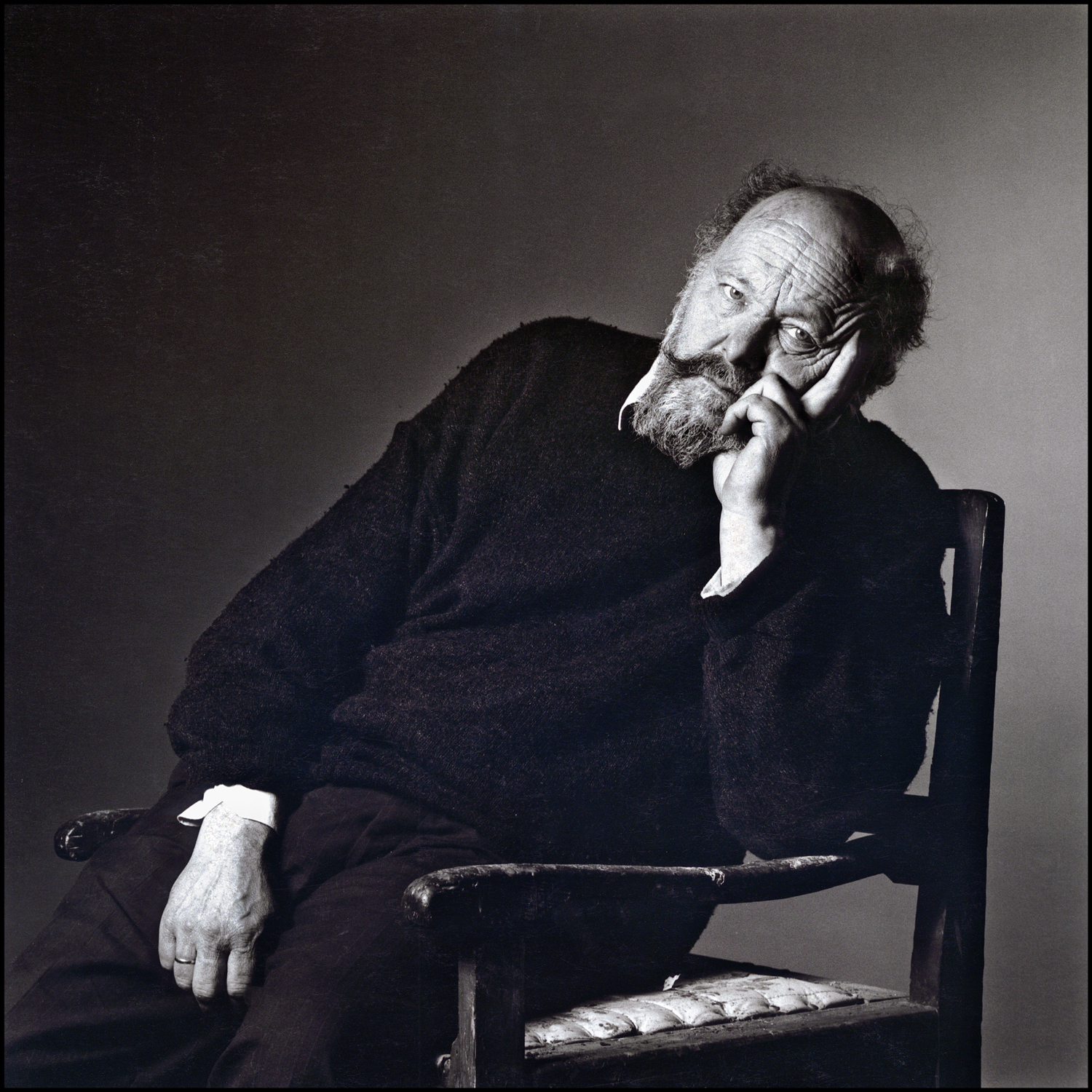
Josef Zenzmaier (1991)

Josef Zenzmaier (* 5. März 1933 in Kuchl, Salzburg; † 29. Jänner 2023 ebenda) war ein zeitgenössischer österreichischer Bildhauer, der überwiegend mit Bronze arbeitete.

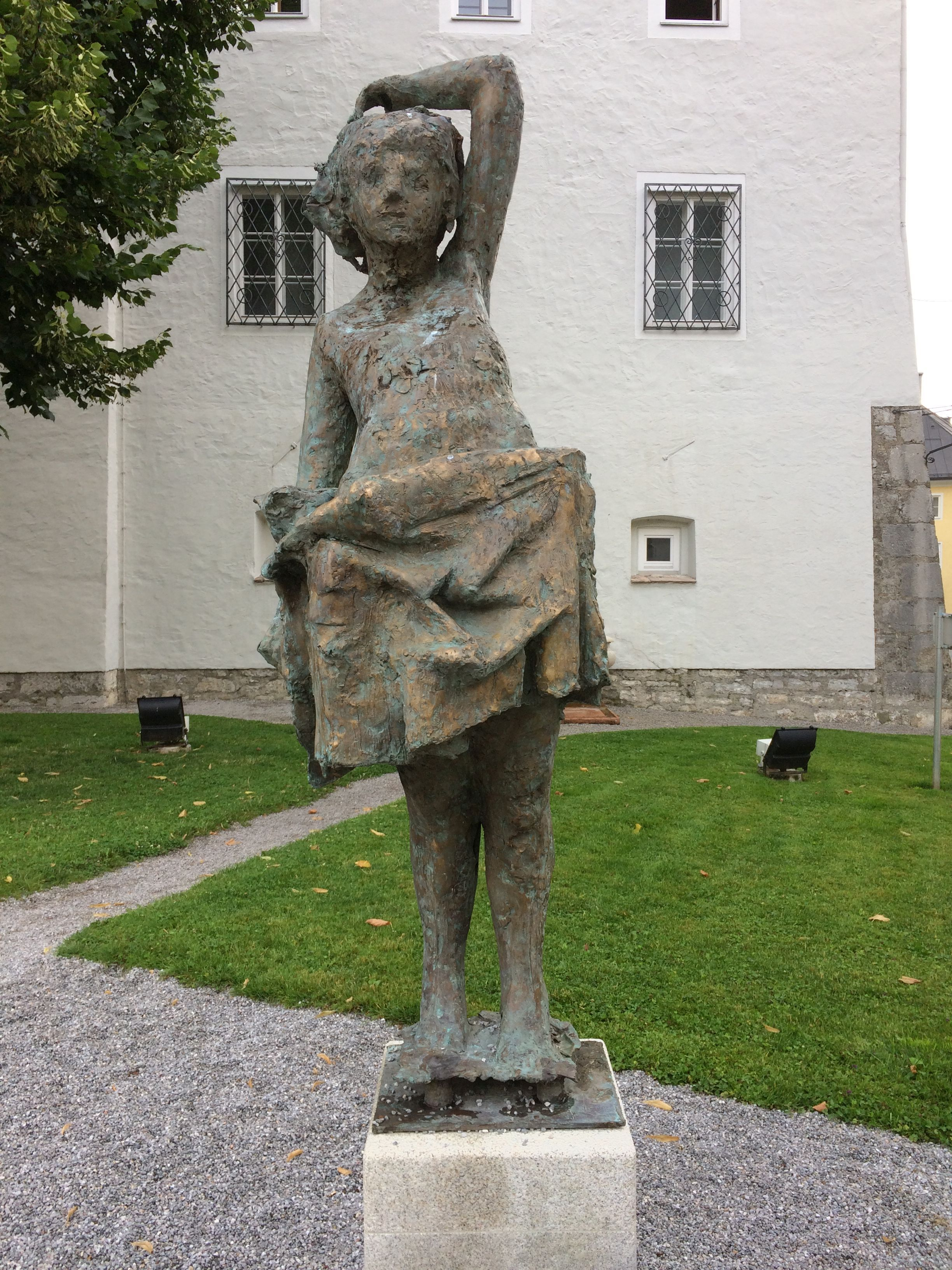
Bronzeplastik vor dem Keltenmuseum in Hallein

## Leben
Josef Zenzmaier wurde als Sohn des Straßenbauarbeiters Josef Zenzmaier und dessen Frau Theresia geboren. Bereits im Alter von 13 Jahren begann er, zu modellieren und zu zeichnen, nachdem ihn Rudolf Reinhart, ein Schüler des Bildhauers Anton Hanak, dazu angeregt hatte. Von 1947 bis 1951 besuchte er die Bildhauerschule Hallein (HTBLA Hallein).
1952 ging er in den Mayr-Melnhofschen Marmorwerken in Salzburg in die Lehre, die er 1954 abschloss. Während dieser Zeit besuchte er 1953 die Internationale Sommerakademie für Bildende Kunst Salzburg. Dort begegnete er erstmals Oskar Kokoschka, dessen Weltbild ihn tief beeindruckte.
1955, ein Jahr nach Abschluss seiner Lehre war er Mitarbeiter bei Giacomo Manzù in dessen Atelier und Haus in Mailand. Noch im gleichen Jahr hatte er einen Studienaufenthalt an der Werkkunstschule in Köln, wo er Bekanntschaft mit dem Bildhauer Gerhard Marcks machte und seine spätere Frau Anneliese Schmidt, die er 1959 heiratete, kennenlernte. 1957 hielt er sich erneut bei Manzù in Rom und Mailand auf und erlernte bei diesem die Technik des Bronzegusses. Von 1957 bis 1961 nahm Zenzmaier als Assistent von Giacomo Manzù an der Internationalen Sommerakademie in Salzburg teil.
1960 wurde sein erster Sohn Gregor geboren, 1961 Stefan und 1962 Felix. Im Jahr 1962 assistierte Zenzmaier bei Emilio Greco, der Manzùs Nachfolge an der Sommerakademie übernahm. Nach einem Studienaufenthalt in Paris 1963 begann Zenzmaier, in seinem Atelier Bronze zu gießen, drei Jahre später wurde seine Tochter Christiane geboren. 1969 errichtete er eine eigene Gießhütte in Kuchl und gründete die Arbeitsgemeinschaft bronzegießender Bildhauer. 1974 erhielt er den Förderungs- und Ehrenpreis für Bildhauer des Salzburger Kunstvereins.
Im Jahre 1979 wurde Zenzmaier Obmann des neu gegründeten Tennengauer Kunstkreises, der die Aufgabe hat, lokale Künstler zu fördern und Ausstellungen und andere Kulturveranstaltungen zu organisieren. 1980 stellte er seine Werke erstmals öffentlich aus.
Von 1979 bis 1996 leitete er die Klasse für Bronzeguss und Bildhauerei (vom Ton zur Bronze) an der Internationalen Sommerakademie für Bildende Kunst Salzburg. Während dieser Zeit erhielt er den Großen Preis der Salzburger Wirtschaft für Bildhauerei (1982) und den Wiener-Festwochen-Preis (1983). 1985 bekam er den Berufstitel Professor verliehen.
1991 starb seine Frau Anneliese.
1997 und 1998 arbeitete Zenzmaier mit dem deutschen Lithografen Klaus Wilfert zusammen. Im Jahr 1999 erhielt Zenzmaier den Karl Weiser-Preis.

## Werke (Auswahl)

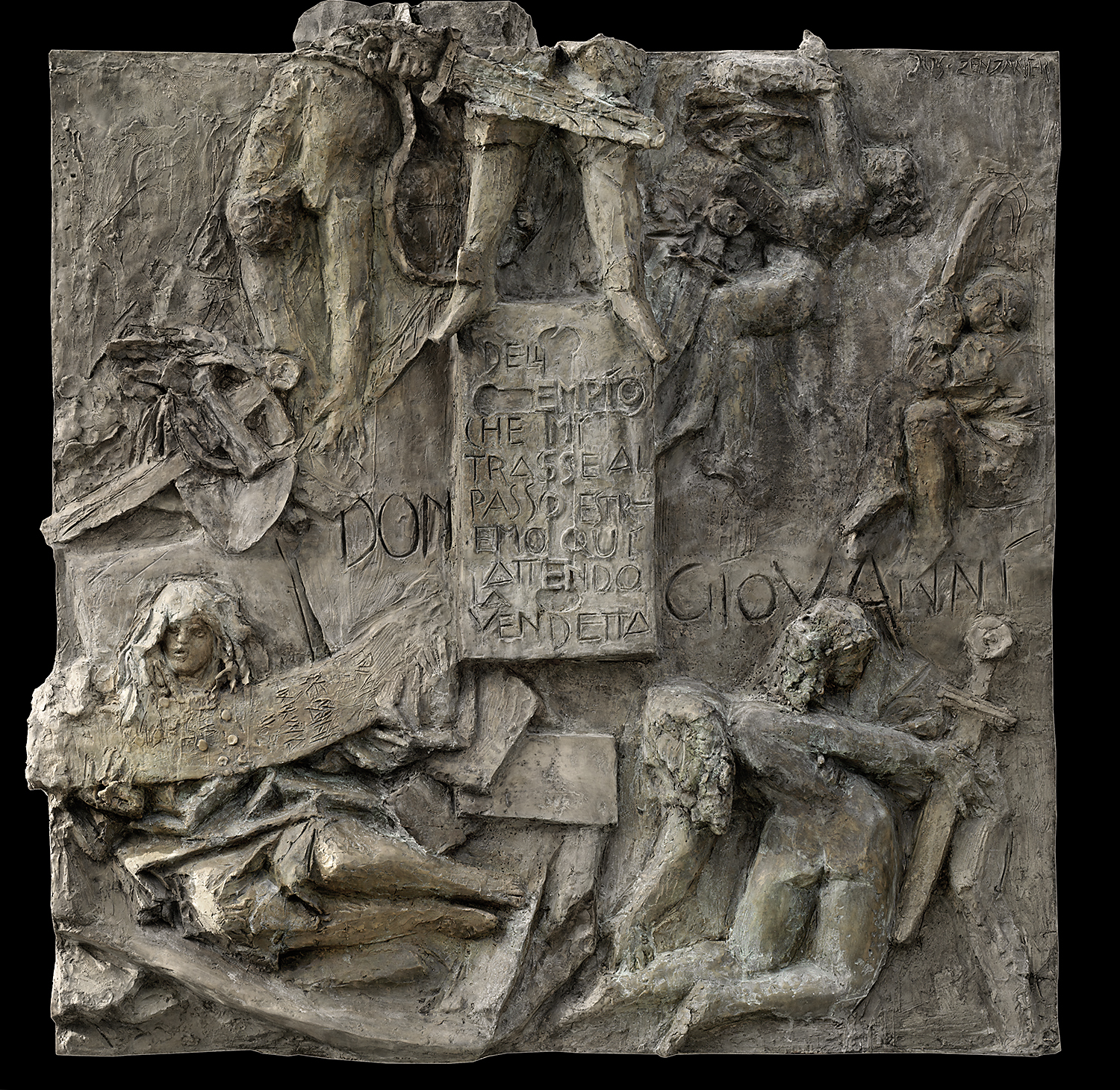
Relief-Detail „Don Giovanni“ Haus für Mozart

- Marmorkanzel (Tulpenkanzel) in der Pfarrkirche Golling an der Salzach (1959)
- Typhusdenkmal in Bürmoos, 1969
- Abendmahl (Relief), Lindenholz 200 × 1200 cm in der Pfarrkirche Zell am See-Schüttdorf (1973)
- Bronzearbeiten Tabernakel, Madonna, Eucharistie in der Pfarrkirche Schwoich (1975)
- Hl. Virgil im Foyer des Bildungshauses St. Virgil, Aigen (1976)
- Marktbrunnen in Kuchl (1979)
- Altarmensa in der Krypta der Pfarrkirche Kuchl (1980)
- Kruzifix (Bronze) 160 cm in der Pfarrkirche Vorder-Thiersee/Tirol (1982)
- Stefan-Zweig-Stele auf dem Kapuzinerberg in Salzburg (1983)
- Gnadenstuhl [1988/89] Erzdiözese Salzburg
- Bronzebüste Robert Jungk, Bibliothek für Zukunftsfragen, Salzburg (1993)
- Denkmal für Erwin Ringel, Bronze, überlebensgroß, Wien am Schlickplatz, Erwin-Ringel-Park (1998/99)
- Eingangsportale des Neuen Festspielhauses/Haus für Mozart (2006) (Salzburger Festspiele)
- Neuer Marktbrunnen in Kuchl (2013)
- Paracelsus, Paracelsus Medizinische Privatuniversität Salzburg (2015)

## Auszeichnungen und Ehrungen (Auswahl)
- Förderpreis des Salzburger Kunstvereins, Ehrenpreis für Bildhauerei des Salzburger Kunstvereins (1974)
- Großer Preis der Salzburger Wirtschaft für Bildhauerei (1982)
- Wiener Festwochenpreis (BAWAG-Preis für Großplastik) (1983)
- Karl-Weiser-Preis (1999)

## Einzelausstellungen
- 1Blick. Kunst im Vorhaus, Hallein, Österreich 1998, 2000,  2004, 2012, 2021

## Audio
- 2009: Heinz Janisch: Flügel aus Bronze – Der Bildhauer Josef Zenzmaier, Menschenbilder, 22. März 2009[3]

## Film
- Der Bildhauer Josef Zenzmaier. Den Menschen im Innersten begreifen: Dokumentation, 59 Min., Modofilm, 2013, Tilman Urbach in Zusammenarbeit mit Maria Anna Weidler